# Frans Koppelaar
Frans Thomas Koppelaar (Haia, 23 de abril de 1943) é um pintor neerlandês.
De 1963 a 1969 freqüentou a Academia Real de Artes Visuais da Haia e, em 1968, transferiu-se para Amesterdão. Suas paisagens e as paisagens urbanas de Amsterdão são pintadas em um estilo que recorda a tradição clássica da Escola de Haia, representada por George Hendrik Breitner, Isaac Israëls e Jacob Maris.
O trabalho de Koppelaar é muito semelhante a um movimento figurativo na pintura contemporânea neerlandesa que evoluiu durante os anos 90 em reação à arte conceitual e às arte-teorias, demasiado pomposas e típicas desse período. Com os anos, seu estilo evoluiu para um conceito mais simples e mais vanguardista.
A partir de 1984, Koppelaar não se identifica com nenhum movimento específico da pintura. É também reconhecido por ser um grande retratista.

## Pintores com estilos próximos ao de Koppelaar
- Jan Zwaan - Países Baixos
- Henk Helmantel - Países Baixos
- Peter Smit - Países Baixos
- Aldo Balding - França
- Adolfo Ramón - Espanha
- Derek Buckner - Estados Unidos